# SA-7 (Apollo)
Ne doit pas être confondu avec le missile soviétique 9K32 Strela-2, désigné « SA-7 » par l'OTAN.
SA-7, pour « Saturn Apollo-7 », également désigné A-102,, (COSPAR ID : 1964-057A, SATCAT No. 883), fut le septième vol du lanceur américain Saturn I et le troisième vol de sa deuxième version, aussi désignée « Block II ». Il fut également le deuxième vol à lancer une maquette (aussi désignée « simulateur de masse », ou « boilerplate ») du module de commande Apollo en orbite terrestre basse.
Prenant place au cœur de la montée en puissance du programme Apollo et similaire au vol SA-6, SA-7 décolla le 18 septembre 1964 de Cap Canaveral, en Floride, pour des essais se déroulant sur cinq orbites, soit un vol d'environ 7 h 30 min. Le vaisseau et son étage supérieur effectuèrent toutefois un total de 59 orbites avant de rentrer dans l'atmosphère et retomber dans l'Océan Indien, le 22 septembre 1964.
Ce vol marqua également la fin des tests de recherche et de développement de la fusée Saturn. Après le septième lancement réussi, les officiels de la NASA déclarèrent le lanceur Saturn I « opérationnel ».

## Objectifs de la mission
Le vol SA-7 fut conçu pour répéter le vol de la mission SA-6. Afin de vérifier les caractéristiques aérodynamiques du module de commande et de service Apollo (ou CSM, pour « Command and Service Module »), le vol embarquait à nouveau une maquette du module de commande,, surnommée « boilerplate » (en français : « tôle d'acier de haute qualité relativement épaisse utilisée dans la construction d'une chaudière »), jouant en fait le rôle de simulateur de masse. Désignée « BP-15 » — pour « Boilerplate-15 » —, elle avait une masse de 7 800 kg et reproduisait la forme et la taille du module de commande « réel » totalement équipé,. Ses deux seules différences avec la BP-13 employée pour le vol précédent venaient du fait que, sur la BP-15 l'un des « quads » (groupes de quatre propulseurs) simulant le système de contrôle par réaction RCS avait reçu des capteurs pour enregistrer les vibrations et les températures subies pendant le lancement. L'autre différence majeure du vol SA-7 fut la présence et l'utilisation d'une tour de sauvetage qui serait larguée en utilisant ses moteurs d'abandon et de contrôle en tangage. Le tout était fixé au sommet d'un module de service factice réalisé en aluminium, qui restait fixé au deuxième étage S-IV et à sa case à instruments. En orbite, l'ensemble formé par le CSM et le deuxième étage avaient une masse de 16 650 kg.
La maquette du CSM était équipée de 113 capteurs, enregistrant les contraintes, la pression et les accélérations rencontrées au cours du vol. Elle était également équipée de trois installations de télémesure.
La mission SA-7 fut la première au cours de laquelle une fusée Saturn embarqua une unité d'instruments programmable, alors que les vols précédents avaient utilisé une « boîte noire » qui était préprogrammée. En effet, depuis 1954, les fusées Redstone, Jupiter, Pershing et Saturn avaient utilisé un enregistreur multicanaux de 15 kg, communément surnommé « black box » (en français : « boîte noire »), pour générer les commandes de vol telles que l'arrêt des moteurs centraux, la mise à feu des fusées de tassement ou les ouvertures de vannes de carburant. Sur le vol SA-7, il devenait possible de reprogrammer l'ordinateur pendant le vol, ce qui devait potentiellement permettre de corriger directement n'importe-quel comportement anormal.
Enfin, les moteurs H-1 de la fusée de ce vol étaient des modèles révisés, dont les turbopompes étaient équipées d'engrenages renforcés, ce qui devait éviter de reproduire la casse de turbopompe subie par l'un des moteurs du premier étage lors de l'ascension du vol précédent.

## Vol

### Préparation pré-vol
Comme celle des vols précédents, la préparation pré-vol de la mission SA-7 connut son lot de péripéties. Elle établit deux premières au département des opérations de lancement du Centre spatial Kennedy.
Début juillet 1964, des techniciens découvrirent un dôme d'oxygène liquide fissuré sur le moteur H-1 no 6 du premier étage S-I. Ce fut la première fois que l'équipe de lancement dut remplacer un moteur complet sur une fusée Saturn. Toutefois, cette expérience ne resta pas longtemps une nouveauté ; en effet, les officiels de la NASA, estimant que les fissures étaient du même type que la « corrosion de contrainte » qui avait lourdement affecté les chemises des circuits hydrauliques et pneumatiques de la mission SA-5, décidèrent de renvoyer les huit moteurs du premier étage à l'usine de Rocketdyne à Neosho, dans le Missouri. Le démontage de chacun de ces moteurs, d'une masse de 725 kg, demanda de nombreux efforts aux équipes de mécaniciens de Chrysler et du Centre spatial Kennedy, en particulier en raison des très nombreux câblages, conduites hydrauliques, conduites des ergols, conduites d'échappement et capteurs à déconnecter.
Le remplacement des moteurs du S-I recula le calendrier du lancement d'environ deux semaines, la date de lancement passant de fin août à mi-septembre. Quelques jours supplémentaires furent perdus à cause de l'arrivée des cyclones Cleo et Dora sur les côtes de la Floride, le 28 août. La fusée, installée au milieu de ses structures de service, ne fut heureusement pas endommagée par les vents de 110 km/h qui frappèrent la région.
Le 15 septembre, le président Lyndon B. Johnson effectua une visite surprise des installations, coïncidant exactement avec le premier test de démonstration de compte-à-rebours, un exercice ajouté aux procédures pré-vol après l'incident embarrassant de l'obturateur oublié dans les circuits des réservoirs de la mission SA-5,. Par conséquent, le Bureau prévisionnel technique de Robert Moser décida d'exécuter un dernier test avec la fusée remplie et un décompte réel, avec seulement un abandon de lancement au dernier moment, pour simuler de manière réaliste un lancement. Le test se déroula à merveille, et cette procédure de « dernier test » devint un standard pour les missions suivantes.

### Lancement
La fusée décolla le 18 septembre 1964 à 16 h 22 min 43 s UTC depuis le pas de tir LC-37B (en), à Cap Canaveral,,,, juste avant midi, heure locale. Le premier étage fonctionna pendant 147,7 secondes, avec une séparation se produisant 0,8 seconde plus tard. Le deuxième étage démarra 1,7 seconde plus tard, et la tour de sauvetage fut larguée à 160,2 secondes après le lancement. Le deuxième étage fonctionna jusqu'à 621,1 secondes après le décollage, emmenant sa masse et celle de la maquette du CSM sur une orbite de 212,66 × 226,5 km,.
La mission remplit tous ses objectifs, renvoyant en continu les données collectées par les 113 capteurs via la télémesure pendant environ cinq orbites, avant que les batteries ne tombent à court d'énergie. L'ensemble formé par le deuxième étage et la maquette du CSM fut suivi par les stations terrestres jusqu'à son retour dans l'atmosphère au cours de sa 59e orbite, au-dessus de l'océan Indien, le 22 septembre 1964,.

## Analyse post-lancement
Le vol SA-7 se déroula de manière nominale et remplit parfaitement ses objectifs, le vaisseau démontrant des performances en accord avec les attentes de ses concepteurs,,,,,,. Ce vol marqua également la fin des tests de recherche et de développement de la fusée Saturn. Après ce septième lancement réussi, les officiels de la NASA déclarèrent le lanceur Saturn I « opérationnel », trois lancements avant les prévisions initiales.
La vitesse, l'altitude et l'angle de la trajectoire de vol au moment de l'arrêt de l'étage S-I furent légèrement plus importants que prévu. Lors de l'arrêt de l'étage S-IV, l'altitude était légèrement plus basse et la vitesse légèrement plus importante que prévu, ce qui donna au vaisseau une orbite plus elliptique que prévu. La télémesure fonctionna parfaitement pendant tout le vol, retransmettant en continu les paramètres de tous les capteurs, à l'exception d'une petite coupure lors de la séparation des étages. Les mesures indiquèrent que le véhicule se comportait de façon satisfaisante dans son environnement. Les valeurs d'échauffement rencontrées pendant le vol sur divers points de la fusée furent globalement similaires à ceux relevés lors de la mission précédente SA-6, avec des valeurs dans les tolérances pour la maquette du CSM et des valeurs bien en dessous des limites prévues pour l'assemblage de la tour de sauvetage. Le fonctionnement de la tour de sauvetage se déroula comme prévu, même s'il ne fut pas possible de savoir si le moteur de tangage avait été allumé ou non. Toutefois, les analyses de la trajectoire laissèrent supposer que les divers moteurs de la tour de sauvetage avaient fonctionné normalement et qu'elle s'était bien écartée de la trajectoire de la fusée après son largage.
Les niveaux de vibrations mesurés furent globalement similaires à ceux de la mission précédente, mais les niveaux mesurés au niveau du système de contrôle par réaction — qui avait été équipé de capteurs pour ce vol — furent au-dessus des limites prévues à la conception.
Le seul « problème » rencontré au cours du vol fut l'échec à la récupération des huit nacelles contenant les caméras qui avaient été conçues pour observer la séparation des deux étages. Larguées pour être récupérées sur Terre après la séparation des étages, elles atterrirent bien plus loin que dans la zone prévue, en plein cœur de l'ouragan Gladys, ce qui empêcha les unités de récupération de mener à bien les recherches pour les récupérer. Toutefois, deux des nacelles s'échouèrent sur le littoral sept semaines plus tard : elles étaient couvertes de crustacés, mais le précieux film qu'elles contenaient était intact...